# Hilda Stevenson-Delhomme
Marie Hilda Stevenson-Delhomme (ur. 8 marca 1912 na wyspie Mahé, zm. 4 stycznia 2002 w Lons-le-Saunier) – seszelska polityczka. Pierwsza kobieta mianowana do Zgromadzenia Narodowego Seszeli. Jest uważana za pierwszą kobietę zaangażowaną za politykę w historii swojego kraju.

## Życiorys

### Młodość, edukacja i kariera zawodowa
Stevenson urodziła się 8 marca 1912. Była jedynaczką.
Edukację zdobyła w klasztorze w Victorii, stolicy Szeszeli. Kontynuowała naukę w klasztorze w Ayrshire w Szkocji. Ukończyła studia na Skerry's College. Ukończyła studia medyczne na University of Strathclyde w Glasgow i Edynburgu, zostając pierwszą kobietą-lekarką w kraju. W latach 1939–1944 pracowała jako lekarka na Seszelach. W 1944 roku wróciła do Wielkiej Brytanii, aby kontynuować studia. Do końca II wojny światowej pracowała w szpitalach polowych w Szkocji. Po zakończeniu wojny rozpoczęła studia podyplomowe z medycyny. Powróciła na Seszele, gdy zachorowała jej matka. Do 1949 roku prowadziła prywatną praktykę lekarską. W tym samym roku poślubiła swojego męża – Andre Delhomme (który po uzyskaniu przez Seszele niepodległości został pierwszym konsulem Francji). W 1952 roku była wolontariuszką w jednym ze szpitali w stolicy kraju, gdzie zajmowała się walką z gruźlicą. Była jedną z głównych osób odpowiedzialnych za powstanie Tuberculosis Funds, funduszu pozwalającego wyzdrowiałym pacjentom stanąć na nogach po wyjściu ze szpitala. Od 1954 roku była kierowniczką medyczną seszelskiego oddziału Międzynarodowego Ruchu Czerwonego Krzyża oraz wykładowczynią St John Ambulance Brigade.

### Działalność polityczna
Była założycielką Parti Seselwa, której członkiem był w późniejszych latach m.in. przyszły prezydent kraju Wavel Ramkalawan. Była pierwszą kobietą stojącą na czele partii politycznej w kraju (od 1964 roku). Kolejną została Annette Georges w 1992 roku, gdy została przewodniczącą United Opposition Party.
Pełniła funkcję członkini rady samorządu Victorii, stolicy kraju. W późniejszych latach została jej przewodniczącą.
Została członkinią Legislative Council, poprzednika Zgromadzenia Narodowego Seszeli, po wyborach parlamentarnych na Szeszelach w 1948 roku oraz po wyborach parlamentarnych w 1953 roku. Była nieoficjalną członkinią rady; została mianowana również do jej komitetu wykonawczego.
Z powodzeniem kandydowała jako kandydatka niezależna w wyborach parlamentarnych na Szeszelach w 1967 roku, zostając członkinią Zgromadzenia Narodowego Seszeli. Stała się pierwszą i jedyną kobietą w parlamencie.

### Pozostała działalność
W 1961 roku została damą Orderu Imperium Brytyjskiego oraz Orderu Świętego Jana Jerozolimskiego za zasługi dla kraju. Jej imieniem nazwano jedną z ulic na Seszelach.

### Życie prywatne i śmierć
Była mężatką. Miała czwórkę dzieci, dwójkę z nich adoptowanych. W 1969 roku jej rodzina spotkała się z papieżem Pawłem VI.
Zmarła 4 stycznia 2002 w Lons-le-Saunier we Francji.